# Andreas von Wislica
Andreas von Wislica († 11. August 1356 in Avignon) wurde nach dem Ort Wiślica benannt. Als erster auswärtiger Bischof erlangte er durch päpstliche Macht 1348 den bischöflichen Stuhl in Schwerin.

## Leben
Als junger tatkräftiger und juristisch gebildeter Pfarrer im Ort Wislica hatte es Andreas bis zum Hofkaplan des polnischen Königs Władysław I. Ellenlang gebracht. 1322 wurde er Sachverwalter des Königs am päpstlichen Hof in Avignon. Durch Provision des Papstes durfte er am 17. Juni 1322 die Würde eines Propstes in Posen, am 9. Juni 1326 ein Kanonikat in Breslau, am 26. Februar 1327 ein weiteres in Gnesen und 1334 eines in Krakau annehmen. Sekretär wurde er 1329 in Avignon und 1330 in Posen genannt.
Am 19. Februar 1347 von Papst Clemens VI. zum Bischof von Posen providiert, wurde Andreas zum Priester und durch den Kardinalbischof Bertrand du Pouget am 5. März 1347 zum Bischof geweiht. Noch im Frühjahr 1347 reiste er wieder in seine Heimatdiözese. Da inzwischen in Posen der Bischofsstuhl durch die Wahl des Domkapitels mit der Bischofsweihe an Albert Paluka vergeben war, wurde Bischof Andreas am 17. März 1348 nach Schwerin versetzt. Denn der Schweriner Electus Willekin Pape war am 2. März 1348 in Avignon verstorben.
Ab September 1348 war Bischof Andreas für kurze Zeit in Mecklenburg zu finden, setzte aber tüchtige Generalvikare ein, die ihn im Bistum würdig vertraten. Seine Haupttätigkeit widmete er dem Kampf gegen die Bülows, den Verwandten seiner beiden Vorgänger, die fast die gesamten Stiftsgüter als Pfand für dargeliehene Gelder und geleistete Dienste mit Beschlag belegt hatten. Um diesen Kampf mit Erfolg führen zu können, ließ er den Streit um Rügen einstweilen ruhen, indem er auch der Stadt Stralsund versicherte, dass er vorläufig nichts gegen sie vornehmen werde. 
Zur besseren Prozessführung zwecks Regelung der noch immer unbefriedigenden Verhältnisse im Bistum Schwerin kehrte er recht schnell nach Avignon zurück. Von dort aus führte er von 1349 bis 1351 den Kampf um die verlorengegangenen sowie verpfändeten Bistumsgüter dann weiter. Die großen Kosten, die diese Bemühungen verursachten, ohne zum Ziel zu gelangen, brachten ihn in Konflikt mit den Stiftsinsassen, so mit dem Abt von Doberan, der sich weigerte, dem Bischof eine verlangte Geldunterstützung zukommen zu lassen.
Im Herbst 1355 begab sich Bischof Andreas nochmals nach Avignon, wo er bereits vor dem 11. August 1356 am päpstlichen Hof starb und dort auch beigesetzt wurde.

## Siegel
Bischof Andreas führte zwei Siegel.
Im parabolischen Siegel von 1348 sitzt unter einem reich verzierten Baldachin die Gottesmutter, welcher zwei Engel die Krone halten. Sie trägt das Christkind auf dem linken Arm. Zu beiden Seiten hängt an den gotischen Pfeilern je ein Schild mit dem persönlichen Wappen des Bischofs, einem Hifthorn. Zu den Füßen der Gottesmutter in einer kleinen Nische ein rechts gewandter Bischof mit Mitra und Stab. 
Die Umschrift lautet: S' ANDREE. DIVINA. ET APLIE. SEDIS. PROVIDENCIA. EPI: ZWERINEN
Das runde Sekretsiegel von 1353/54 ist stark beschädigt. Es zeigt auf gegattertem Siegelfelde nur das Wappen des Bischofs, ein quergelgtes Hifthorn. Die ergänzte Umschrift lautet: (S)ECRE(T. AND)REE. (EPI). ZWERINE(N).